# Otto Peyer
Otto Rudolph Peyer (* 27. Juli 1839 in Sorau, Landkreis Sorau (Lausitz); † 18. Juni 1899 in Dresden) war ein deutscher Diplomat.

## Leben
Als Sohn eines Amtsrats geboren, studierte Peyer Rechtswissenschaften in Heidelberg und Berlin. Während seines Studiums wurde er 1859 Mitglied der Burschenschaft Allemannia Heidelberg. 1862 wurde er Auskultator beim Appellationsgericht in Halberstadt, 1864 Gerichtsreferendar in Sorau und Breslau. Er nahm 1866 am Deutschen Krieg als Offizier im Infanterie-Regiment „Prinz Louis Ferdinand von Preußen“ (2. Magdeburgisches) Nr. 27 teil, unter anderem an der Schlacht bei Münchengrätz und der Schlacht bei Königgrätz. 1868 legte er sein Examen ab. Im Deutsch-Französischen Krieg 1870/71 nahm er an der Schlacht bei Beaumont und an der Schlacht bei Paris teil. 1872 trat er in die konsularische Laufbahn ein und wurde Vizekonsul des Generalkonsulats in Alexandria (Ägypten). Nach weiteren Stationen war er von 1875 bis 1877 Kaiserlicher Konsul in Le Havre (Frankreich). 1877 wurde er Wirklicher Legationsrat und Vortragender Rat im Auswärtigen Amt, wo er in der Personalabteilung arbeitete. 1880 wurde er Kaiserlicher Ministerresident in Caracas (Venezuela). Nach elf Jahren erhielt er den Gesandtenposten bei den fünf zentralamerikanischen Freistaaten mit Sitz in Guatemala. 1895 ging er in den einstweiligen Ruhestand.
Sein Grab befindet sich auf dem Trinitatisfriedhof in Dresden.

## Ehrungen
- Roter Adlerorden, 3. Klasse mit Schleife